# Franciszek Łaźniński
Franciszek Ksawery Łaźniński (ur. 1761 w Warszawie, zm. 3 sierpnia 1819 tamże) – paź króla Stanisława Augusta, następnie brygadier pod koniec wojny 1792 roku, wolnomularz.
Wychowywał się na dworze Stanisława Augusta, ukończył Szkołę Rycerską. Potem służył w kawalerii narodowej i szybko awansował.
Jako major był bohaterem wojny polsko-rosyjskiej 1792. Uhonorowany, za bitwę pod Zieleńcami, Krzyżem Kawalerskim Orderu Virtuti Militari i awansem na brygadiera.
Po kapitulacji targowickiej wcielony do wojska rosyjskiego. Dowodził 2 Brygadą Ukraińskiej Kawalerii Narodowej. Na wieść o wybuchu powstania kościuszkowskiego, wyprowadził pod koniec kwietnia Brygadę z Ukrainy na Wołoszczyznę i przez Galicję dostał się z nią do Polski, do wojsk powstańczych pod Połańcem. Za ten bezprecedensowy wyczyn 23 maja awansowany przez T. Kościuszkę na generała majora. Przestał dowodzić brygadą i został skierowany, m.in. do prowadzenia robót fortyfikacyjnych na Pradze. Czasowo komendant Pragi. Walczył w obronie stolicy przeciwko Prusakom.
Po upadku powstania działał w ekstremistycznych organizacjach emigracji polskiej we Francji przeciwko tworzeniu Legionów Polskich we Włoszech. Z przekonania był jakobinem.
Po ogłoszeniu amnestii przez cara Pawła wrócił do Warszawy, gdzie zmarł. Pochowany został na Cmentarzu Świętokrzyskim („na Koszykach”; księży Misjonarzy; św. Barbary).
Był członkiem Sądu Kryminalnego Wojskowego.